# Christian Reinsch
Christian Reinsch (* 1934 in Chemnitz; † 8. Oktober 2022) war ein deutscher Mathematiker, der sich mit numerischer Mathematik befasste.
Reinsch studierte ab 1953 Physik an der TU München mit dem Abschluss 1958 und wurde dort 1961 bei Heinz Maier-Leibnitz in Physik promoviert (Messung des differentiellen Wirkungsquerschnittes und des mittleren logarithmischen Energieverlustes bei der Streuung langsamer Neutronen an Wasser und Eis). 1968/69 war er wissenschaftlicher Mitarbeiter am Mathematischen Institut der TU München und 1968/69 an der Case Western Reserve University. 1969 bis 1981 war er Akademischer Direktor am Leibniz-Rechenzentrum der Bayerischen Akademie der Wissenschaften, an dem er für die Programmbibliotheken in numerischer Mathematik und Graphik zuständig war. 1972 habilitierte er sich an der TU München (Habilitationsschrift: Die QR-Transformation für Hermitesche Matrizen) und war im selben Jahr Gastwissenschaftler am Argonne National Laboratory und 1974 Gastwissenschaftler an der Stanford University. 1977 war er Lehrstuhlvertreter in Karlsruhe und ab 1981 außerordentlicher Professor an der TU München. Einen Ruf durch Heinz Rutishauser an die ETH Zürich schlug er aus.
Er befasste sich unter anderem mit numerischer linearer Algebra, besonders Eigenwertproblemen, und Interpolation durch Spline-Funktionen zum Beispiel in der Geländemodellierung und in der Automobilindustrie. Von ihm stammen bekannte Algorithmen wie der Golub-Reinsch-SVD-Algorithmus, ein Programm zur Glättung durch Spline-Funktionen und zur Fast Fourier Transform.

## Schriften
- mit James H. Wilkinson: Handbook of Automatic Computation III: Linear Algebra, Grundlehren der mathematischen Wissenschaften, Springer 1971
- mit H. Dauner: An analysis of two algorithms for shape-preserving cubic spline interpolation. IMA J. Num. Anal., Band 9, 1989, S. 299–314.
- Software for shape-preserving spline interpolation. In: M. G. Cox, S. Hammarling (Hrsg.): Reliable Numerical Computation. Clarendon Press, Oxford, 1990.
- Eine schnell konvergierende Block-Iteration für die Konstruktion des Form-erhaltenden Spline-Interpolanten. In: M. Broy (Hrsg.): Informatik und Mathematik. Springer, Heidelberg, 1991.